# 駐日外国政府観光局協議会
駐日外国政府観光局協議会（Association of National Tourist Office representatives in Japan）は、日本に事務所をおく、外国政府観光局の代表からなる非営利団体である。略称を「ANTOR-Japan」（アントール・ジャパン）と呼ぶ。
1966年2月15日に前身の在日外国政府観光協会 (Association of Foreign Government Tourist Organizations in Japan、略称:FGTO)が創設された。1982年1月21日に発展的に解消し、ANTOR-JAPANを発足。旅行業界の諸問題や相互の関心事項に関する意見交換を図り、国際観光の発展をより一層深めることを目的としている。
観光局や大使館をはじめ、協賛企業など68団体が所属している（2016年3月現在）。「Let's go 海外!」とよぶ政府観光局が集まる展示会 (後述)を主催する。2015年6月、各国の駐日政府観光局長や駐日大使と協力し、「ANTOR PEACE MOVEMENT 21」とよぶ国際平和活動を開始した。旅行業界の諸問題に関する意見交換をおこない、国際観光のさらなる発展をめざす 。

## 会長
- 1987年1月〜　孔祥林（台湾観光協会日本事務所所長）
- 1992年1月〜　ガム・シムサー
- 1995年1月〜　A.G.ヴィリリ（ソラーレ ホテルズ アンド リゾーツ株式会社）
- 2002年1月〜　ペーター・ブルーメンシュテンゲル（ドイツ観光局アジア・オーストラリア地区統括局長）
- 2006年1月〜　加納國雄（香港政府観光局日本韓国地区局長） [6]
- 2010年1月〜　ジェイソン・ヒル（ニュージーランド政府観光局日本局長） [6]
- 2012年1月〜　ダミアン・ドーム（ベルギー観光局ワロン・ブリュッセル日本支局局長） [7]
- 2015年1月〜　エドワード・トゥリプコヴィッチ・片山（クロアチア政府観光日本代表） [4]
- 2016年1月〜　ノール・アズラン（マレーシア政府観光局東京支局長） [8]
- 2019年1月〜　フレデリック・マゼンク（フランス観光開発機構在日代表） [8]
- 2022年2月〜　ラウル・ゲーラ（カタルーニャ州観光局アジア太平洋地域代表）

## 会員
- フランス観光開発機構
- オーストリア政府観光局
- カタルーニア観光局
- チェコ政府観光局
- フィリピン観光省東京支局
- ドイツ観光局
- 日本政府観光局(JNTO)
- マレーシア政府観光局
- スペイン政府観光局
- ポーランド政府観光局
- シンガポール政府観光局
- ソロモン諸島政府観光局日本事務所
- 南アフリカ観光局
- 台湾観光協会
- タイ国政府観光庁
- 西オーストラリア州政府観光局
- ポルトガル政府観光局
- 英国政府観光庁
- ビジットインドネシアツーリズムオフィス

## 賛助会員
賛助会員は旅行業界に関わる事業会社で構成されている 。
- 全日本空輸株式会社 (販売計画部)
- 株式会社カカクコム
- 株式会社地球の歩き方
- 合同会社flotlo
- 一般社団法人日本旅行業協会
- 株式会社JTB
- カンボウプラス株式会社
- 近畿日本ツーリスト株式会社
- 株式会社リクルートホールディングス
- 杉山公認会計士事務所
- 株式会社旅工房
- テレビジオン株式会社

## Let's go 海外!
Let's go 海外!は、駐日外国政府観光局協議会が主催する各国政府観光局が集まる展示会である。各ブースでは各国政府観光局が旅行情報を紹介や、各国の料理やお土産などの販売が行われ、国際色ゆたかなイベントとなっている。
- 第1回 - 2006年7月2日  (東京ビルディングTOKIA 1階ガレリア) 開催 [10][11]
- 第2回 - 2007年7月16日 (表参道ヒルズ 『スペース・O(オー)』　（地下3階）) 開催 [12]
- 第3回 - 2008年7月6日 (東京ミッドタウン) 開催 [13]
- 第4回 - 2009年7月11日 (東京ミッドタウン) 開催 [14]
- 第5回 - 2010年7月24日 (東京ミッドタウン) 開催 [15]
- 第6回 - 2011年7月9日 (東京ミッドタウン) 開催 [16]
- 第7回 - 2012年5月26日 (東京ミッドタウン) 開催 [17]
- 第8回 - 2013年10月5日 (丸ビル マルキューブ) 開催 [18]
- 第9回 - 2014年5月17日 (丸ビル マルキューブ) 開催 [19]
- 第10回 - 2015年10月24日-25日 (豊洲公園) 開催 [20]
- 第11回 - 2016年7月2日 (東京シティアイ) 開催 [21]

## 関連事業
- 世界遺産検定
- 旅行地理検定
- 観光英語検定
- 日本国際ツーリズム殿堂
- ツーリズムEXPOジャパン
- クルーズフェスタ